# Segura (apellido)
El apellido Segura pertenece a un antiguo linaje de origen vasco. 
Su casa primitiva se hallaba en la Villa de Segura en Guipúzcoa, de donde caballeros que la fundaron tomaron su apellido, seguramente como herencia o premio. De este lugar pasaron sus descendientes a la Villa de Ava y San Sebastián, ubicados también en Guipúzcoa.
Algunos de los principales del apellido Segura tuvieron el privilegio de ser nombrados nobles e hidalgos. Uno de ellos fue Ramon  Antonio Segura, que probó su hidalguía en Anzuoloa en el año 1745.
Algunas de las ramas guipuzcoanas pasaron luego a Navarra y Bilbao.

## Escudo de Armas
Sus armas son en un campo de gules, una cruz flordelisada de oro y en los ángulos cuatro trébedes de plata con llamas de fuego de oro. Bordura de oro con ocho sotueres de gules.
La flordelisada es símbolo de fe y creencias. La bordura representa favor, recompensa y mérito reconocido por su soberano. Las llamas que aparecen en el escudo significan deseo de gloria. Los colores rojo y oro simbolizan las virtudes de la valentía y el esplendor.
- Datos: Q6123904
- Multimedia: Segura (surname) / Q6123904